# Prince Edward Theatre

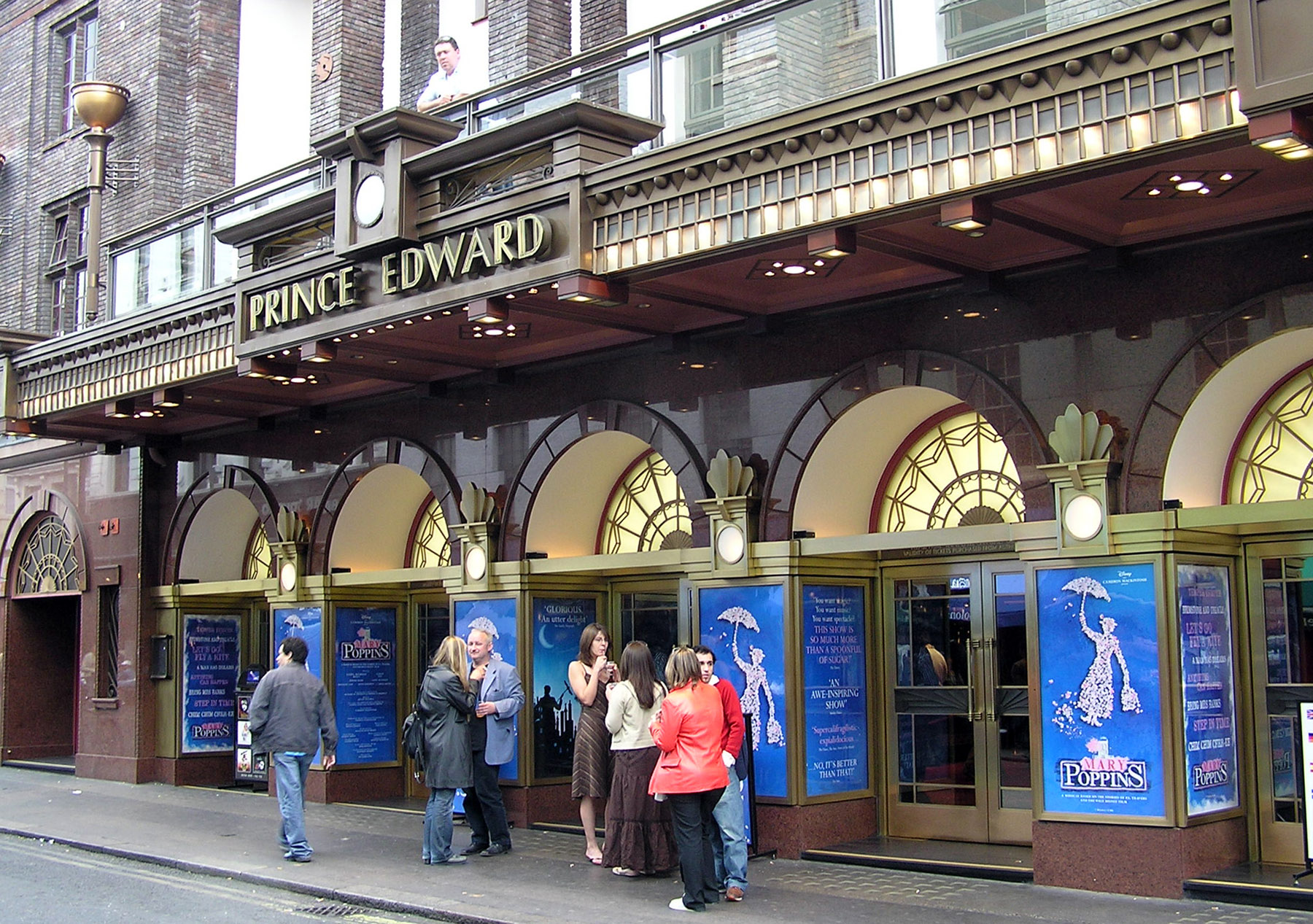
Das Theater mit Mary Poppins-Dekoration

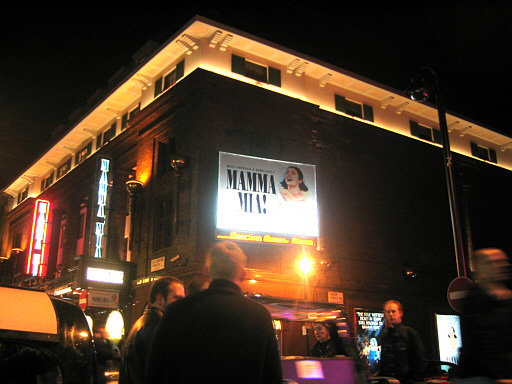
Prince Edward Theatre

Das Prince Edward Theatre ist ein Theater in London, England. Es befindet sich in der Old Compton Street in der Nähe des Leicester Square im West End. Das Theater bietet Platz für 1618 Zuschauer.

## Geschichte
Das Theatergebäude wurde 1930 nach Plänen des Architekten Edward A. Stone gebaut. Die Innenausstattung wurde von Marc-Henri Levy und Gaston Laverdet entworfen. Das als Mehrzwecktheater konzipierte Haus sollte als Spielstätte für Musicals, Revuen und Kinovorführungen dienen. Benannt wurde es nach Eduard VIII., dem damaligen Prince of Wales.
Das Prince Edward Theatre eröffnete seinen Spielbetrieb am 3. April 1930 mit einer Aufführung des Musicals Rio Rita. Am 2. April 1936 wurde das in London Casino umbenannte und als Kabarett-Restaurant umgebaute Haus neu eröffnet. Während des Zweiten Weltkriegs diente das Theater vom Juli 1942 bis zum Kriegsende unter dem neuen Namen Queensberry All Services Club als Unterhaltungsclub für Militärangehörige. Nach dem Krieg kehrte man zum Namen London Casino zurück und nahm den alten Revuebetrieb wieder auf. 1954 wurde das Theater in ein Kino umgebaut und fortan als Castino Cinerama Theatre betrieben.
Nachdem es 1978 wieder in ein Theater umgebaut worden war, erhielt das Haus seinen ursprünglichen Namen Prince Edward Theatre zurück und eröffnete den Spielbetrieb mit der Uraufführung des Musicals Evita.
Am 6. April 1999, exakt 25 Jahre nach dem Sieg der Popgruppe ABBA beim Eurovision Song Contest in Brighton fand im Theater die Uraufführung des ABBA-Musicals Mamma Mia! statt.

## Bisherige Produktionen
- Evita (21. Januar 1978 bis 8. Februar 1986)
- Chess (14. Mai 1986 bis 8. April 1989)
- Anything Goes (4. Juli 1989 bis 25. August 1990)
- Crazy for You (3. März 1993 bis 24. Februar 1996)
- Martin Guerre (10. Juli 1996 bis 28. Februar 1998)
- Mamma Mia! (6. April 1999 bis 27. Mai 2004)
- Mary Poppins (15. Dezember 2004 bis 12. Januar 2008)
- Jersey Boys (18. März 2008 bis 15. März 2014)
- Miss Saigon (21. Mai 2014 bis 27. Februar 2016)
- seit 15. Juni 2016 Aladdin